# Trochalus doblerae
Trochalus doblerae är en skalbaggsart som beskrevs av Frey 1975. Trochalus doblerae ingår i släktet Trochalus och familjen Melolonthidae. Inga underarter finns listade i Catalogue of Life.